# Leonard Mudie
Leonard Mudie Cheetham (* 11. April 1883 in Cheetham Hill, Manchester, England; † 14. April 1965 in Hollywood, Kalifornien, USA) war ein britischer Schauspieler.

## Leben und Karriere
Leonard Mudie begann seine Schauspielkarriere im Jahr 1908 am Gaiety Theatre in Manchester. Er war in der Folge einige Jahre Mitglied der Theatergruppe von Annie Horniman und spielte in klassischen Theaterstücken von William Shakespeare, Francis Beaumont und Richard Brinsley Sheridan. 1914 siedelte er in die Vereinigten Staaten um, wo er am Broadway zwischen 1914 und 1931 an insgesamt 25 Produktionen mitwirkte. Auch nach Beginn seiner Filmkarriere kehrte er noch gelegentlich zur Bühne zurück.
Leonard Mudie spielte zwischen 1921 und seinem Tod in insgesamt über 130 Filmen sowie rund 20 Fernsehserien, wobei er stets auf Nebenrollen beschränkt war. Eine seiner frühen Rollen war der Archäologe Professor Pearson im Horrorklassiker Die Mumie an der Seite von Boris Karloff. Der hager wirkende Charakterdarsteller spielte oft Autoritätsfiguren wie Richter, Ärzte, Politiker, Priester oder Offiziere. Häufiger spielte er auch in historischen Abenteuer- und Kostümfilmen, so war er als Potheinos in Cecil B. DeMilles Streifen Cleopatra zu sehen und liefert sich als finster und ungerecht interpretierter Richter George Jeffreys ein Wortgefecht mit Errol Flynn in Unter Piratenflagge. Zu seinen späteren Auftritten gehören der Arzt von Charlie Chaplin im Filmklassiker Rampenlicht (1952) sowie der ermordete Clubsekretär im Film noir Rattennest (1955). Zwischen 1951 und 1955 war er regelmäßig als Commissioner Andy Barnes in der Bomba-Filmreihe mit Johnny Sheffield in der Titelrolle zu sehen. Ab den 1950er Jahren war Mudie dann auch regelmäßig als Gastdarsteller im US-Fernsehen tätig. Eine seiner letzten Rollen hatte er kurz vor seinem Tod in Der Käfig, der Pilotfolge von Raumschiff Enterprise.
Leonard Mudie war zweimal verheiratet, darunter mit der Schauspielerin Beatrice Terry (1890–1970), und hatte ein Kind. Er starb drei Tage nach seinem 82. Geburtstag an einer Herzkrankheit.

## Filmografie (Auswahl)
- 1921: A Message from Mars
- 1922: Through the Storm
- 1932: Die Mumie (The Mummy)
- 1933: Voltaire
- 1934: Mandalay
- 1934: Ein Unbekannter mordet (The Mystery of Mr. X)
- 1934: Die Rothschilds (The House of Rothschild)
- 1934: Schrei der Gehetzten (Viva Villa!)
- 1934: Cleopatra
- 1934: Der bunte Schleier (The Painted Veil)
- 1934: The Little Minister
- 1935: Kampf um Indien (Clive of India)
- 1935: Die Elenden (Les Misérables)
- 1935: Cardinal Richelieu
- 1935: Jahrmarkt der Eitelkeiten (Becky Sharp)
- 1935: Ich tanz’ mich in dein Herz hinein (Top Hat)
- 1935: Spione küßt man nicht (Rendezvous)
- 1935: Unter Piratenflagge (Captain Blood)
- 1935: Sylvia Scarlett
- 1935: Magnificent Obsession
- 1936: Louis Pasteur (The Story of Louis Pasteur)
- 1936: Maria von Schottland (Mary of Scotland)
- 1936: Ein rastloses Leben (Anthony Adverse)
- 1936: Zwischen Haß und Liebe (His Brother’s Wife)
- 1936: Signale nach London (Lloyd’s of London)
- 1937: Stolen Holiday
- 1937: In den Fesseln von Shangri-La (Lost Horizon)
- 1937: The King and the Chorus Girl
- 1937: Thin Ice
- 1937: Tanz mit mir (Shall We Dance)
- 1937: Another Dawn
- 1937: Madame X
- 1937: Ein Fräulein in Nöten (A Damsel in Distress)
- 1937: You’re a Sweetheart
- 1938: Robin Hood, König der Vagabunden (The Adventures of Robin Hood)
- 1938: Entführt (Kidnapped)
- 1938: Wirbelwind aus Paris (The Rage of Paris)
- 1938: Marie-Antoinette
- 1938: Mr. Moto und der Kronleuchter (Mysterious Mr. Moto)
- 1938: Suez
- 1938: Scotland Yard erlässt Haftbefehl (Arrest Bulldog Drummond)
- 1938: Dramatic School
- 1939: Die Teufelsinsel (Devil's Island)
- 1939: The Story of Vernon and Irene Castle
- 1939: Opfer einer großen Liebe (Dark Victory)
- 1939: Sons of Liberty (Kurzfilm)
- 1939: Die Abenteuer des Sherlock Holmes (The Adventures of Sherlock Holmes)
- 1939: Herrscher der Meere (Rulers of the Sea)
- 1940: The Earl of Chicago
- 1940: Charlie Chan auf Kreuzfahrt (Charlie Chan’s Murder Cruise)
- 1940: Ihr erster Mann (Waterloo Bridge)
- 1940: Orchid, der Gangsterbruder (Brother Orchid)
- 1940: Der Herr der sieben Meere (The Sea Hawk)
- 1940: Der Auslandskorrespondent (Foreign Correspondent)
- 1940: Ein Mann mit Phantasie (A Dispatch from Reuter’s)
- 1940: Das Geheimnis von Malampur (The Letter)
- 1940: You’ll Find Out
- 1941: Gefährliche Liebe (Rage in Heaven)
- 1941: Dr. Kildare: Vor Gericht (The People vs. Dr. Kildare)
- 1941: Eheposse (Skylark)
- 1942: Gefundene Jahre (Random Harvest)
- 1943: Appointment in Berlin
- 1944: Drachensaat (Dragon Seed)
- 1944: Winged Victory
- 1945: Das grüne Korn (The Corn Is Green)
- 1945: Mein Name ist Julia Ross (My Name Is Julia Ross)
- 1946: The Locket
- 1947: Die Privataffären des Bel Ami (The Private Affairs of Bel Ami)
- 1947: Bulldog Drummond at Bay
- 1949: Ritter Hank, der Schrecken der Tafelrunde (A Connecticut Yankee in King Arthur’s Court)
- 1949: Lassie in Not (Challenge to Lassie)
- 1951: Das Schwert von Monte Christo (The Sword of Monte Cristo)
- 1951: Königliche Hochzeit (Royal Wedding)
- 1951: Burg der Rache (Lorna Doone)
- 1951: Der jüngste Tag (Le Choc des mondes)
- 1951: Bomba, der Herr der Elefanten (Elephant Stampede)
- 1951: Das zweite Gesicht des Dr. Jekyll (The Son of Dr. Jekyll)
- 1952: African Treasure
- 1952: Rampenlicht (Limelight)
- 1952: Bomba and the Jungle Girl
- 1952: Piraten wider Willen (Abbott and Costello Meet Captain Kidd)
- 1953: Bomba – Rache im Dschungel (Safari Drums)
- 1953–1956: Superman – Retter in der Not (Adventures of Superman) (Fernsehserie, 4 Folgen)
- 1954: Bomba und der goldene Götze (The Golden Idol)
- 1954: Der eiserne Ritter von Falworth (The Black Shield of Falworth)
- 1954: Der Talisman (King Richard and the Crusaders)
- 1954: Bomba, der Erbe Tarzans (Killer Leopard)
- 1954: Gewehre für Bengali (Bengal Brigade)
- 1954: Der silberne Kelch (The Silver Chalice)
- 1955: Rattennest (Kiss Me Deadly)
- 1955: Lord of the Jungle
- 1955: Das Mädchen auf der roten Samtschaukel (The Girl in the Red Velvet Swing)
- 1956: Diane – Kurtisane von Frankreich (Diane)
- 1956: Herbststürme (Autumn Leaves)
- 1957: The Story of Mankind
- 1958: Abenteuer unter Wasser (Sea Hunt) (Fernsehserie, Folge 1x12)
- 1959: Alfred Hitchcock präsentiert (Alfred Hitchcock Presents) (Fernsehserie, Folge 4x24)
- 1959: Der Fischer von Galiläa (The Big Fisherman)
- 1959: Die Unbestechlichen (The Untouchables) (Fernsehserie, Folge 1x10)
- 1965: Wie bringt man seine Frau um? (How to Murder Your Wife)
- 1965: Die größte Geschichte aller Zeiten (The Greatest Story Ever Told)
- 1966: Raumschiff Enterprise (Star Trek: The Original Series) (Fernsehserie, Folge The Cage)